# 稚内空港

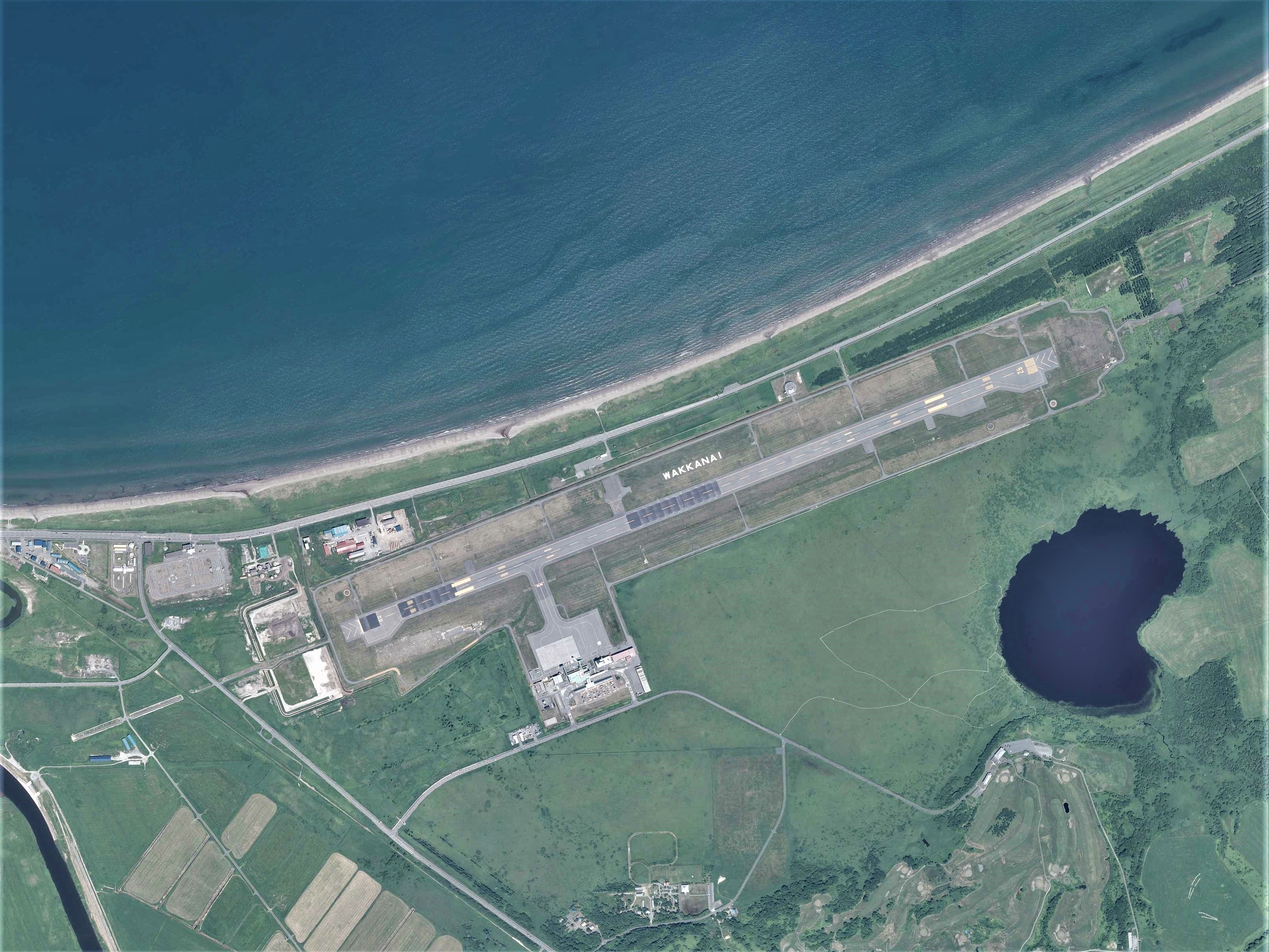
稚内空港周辺の空中写真。2018年撮影

稚内空港（わっかないくうこう、英: Wakkanai Airport）は、北海道稚内市声問村にある国管理空港である。
2023年現在、航空定期便が就航する空港としては日本最北端に位置する。

## 概要
野寒布岬（日本海側）と宗谷岬（オホーツク海側）の間の宗谷湾岸を通る宗谷国道沿線の、稚内市の市街地から東方約12 kmにある、荒涼とした草原地帯に位置している。日本最北のジェット化空港として、札幌/千歳（1日2往復）と東京/羽田（1日2往復）に路線を持ち、宗谷総合振興局内における拠点空港として重要な役割を担っている。
滑走路は08/26方向に2,200 mで、平行誘導路はなく、滑走路両端にターニングパッドを備える。着陸帯の幅は300 mで、計器着陸に対応している。計器着陸装置 (ILS) は滑走路08に装備されている。
通常でも80%程度の就航率が冬季には荒天によって60〜70%台となる。そこで、2007年よりそれまで2000mであった滑走路を26側に200m延長して2,200mとする事業が進められ、2009年10月に完成した後、同年11月19日より供用された。
1997年から実現した東京（羽田）線の通年就航を維持するため、稚内市によって「地元居住者が当該路線を利用する場合に補助金を支給する」という市民運賃助成制度が制定されていたが、割引運賃の拡充を理由に2005年4月をもって終了した。

## 統計

### 利用者数
元のウィキデータクエリを参照してください.
年間利用客数は国内185,786人（2024年度）。

## 沿革
- 1960年（昭和35年） - 1,200 mの滑走路で供用を開始[7][8]。日本国内航空が丘珠便（不定期）を就航
- 1965年 - 日本国内航空が丘珠便を撤退。横浜航空が補助金を得て丘珠便（不定期）を就航[9]。
- 1987年6月1日 - 滑走路が1,800 mに延伸されるとともにジェット化される。滑走路の南側に新ターミナルビルが開業[8]。この時、延伸滑走路運用開始を記念してJR北海道天北線の東声問駅が当日限りの臨時駅として営業した。
- 1988年 - 滑走路が2,000 mに延伸される[7][8]。計器着陸装置 (ILS) が導入される
- 1998年（平成10年）- ターミナルビルが増築、供用開始
- 2000年 - ターミナルビル内の旅客エリアの開設時間が「8:30から20:00まで」に変更される
- 2003年4月1日 - エアー北海道が運航していた利尻空港、礼文空港便廃止
- 2005年 - ターミナルビル内の旅客エリアの開設時間が「8:30から18:30まで」に変更される
- 2009年 - 滑走路の北側に面し、1987年の現ターミナルビル完成以降は稚内市海洋スポーツセンターとして使用されていた旧ターミナルビルが解体される。滑走路が2,200 mに延伸される[7][8]。
- 2016年4月1日 - 管技業務集約化により、稚内空港出張所勤務の航空管制技術官は、新千歳空港へ引き上げ
- 2020年1月15日（令和2年） - 北海道空港を中心とする「北海道エアポート」が稚内を含む道内主要7空港のターミナル民営化運営を開始[10]
- 2021年3月1日 - 北海道エアポートが稚内を含む道内5空港全体の民営化運営を開始[1][8]。
- 2021年10月1日 - 稚内空港ビル株式会社が北海道エアポートに吸収合併される[11]

## 施設
北海道エアポートにより運営されているターミナルビルが滑走路の南側にある。1998年に竣工し、国内線用設備のみ備えられ、国際線用設備は備えられていない。また、1基のボーディングブリッジが備えられている。地上4階・地下1階建てで、そのうち1階から4階を旅客エリアとして使用している。開設時間は9:00から17:30までとなっている。
2020年より運営を担う北海道エアポートは、宗谷方面への送客を目的とした「地域ゲートウェイ」型空港として、「大自然のパノラマ」をコンセプトとした旅客ターミナルビルの大型化・道の駅機能の設置・駐車場拡張・広場施設の設置等を計画している。
- 1階 - 航空会社カウンター・到着ロビー・航空貨物窓口・警察官派出所
- 2階 - 出発ロビー・搭乗待合室・売店・レストラン
- 3階 - 送迎デッキ（無料）
- 4階 - 展望台（無料）

## 就航路線

### 国内線
| 航空会社          | 就航地                 |
| ----------------- | ---------------------- |
| 全日本空輸（ANA） | 札幌/新千歳、東京/羽田 |

## 交通

### 公共交通機関
空港連絡バス
宗谷バス32系統 - フェリーターミナル（稚内フェリーターミナル前）発着便（稚内駅前ターミナル（稚内駅前）・南駅前（南稚内駅前）経由）。
- 接続航空便が欠航の場合には、本路線の対応する便も運休となる。
- 接続航空便が遅れた場合には、フェリーターミナル行き（空港ターミナル発）のバスはその到着まで発車を見合わせる。
- 稚内空港行きは途中下車できない。フェリーターミナル行きは途中乗車できない。
- 運賃は乗車区間に関係なく均一な料金体系となっている。

### タクシー
- 稚内市街地まで約12km・宗谷岬まで約23kmである。

## その他
稚内空港周辺の緑地帯にある稚内空港公園の他、本空港から市街地側に約3km離れたところにオオハクチョウの飛来地として知られる大沼がある。

## ギャラリー

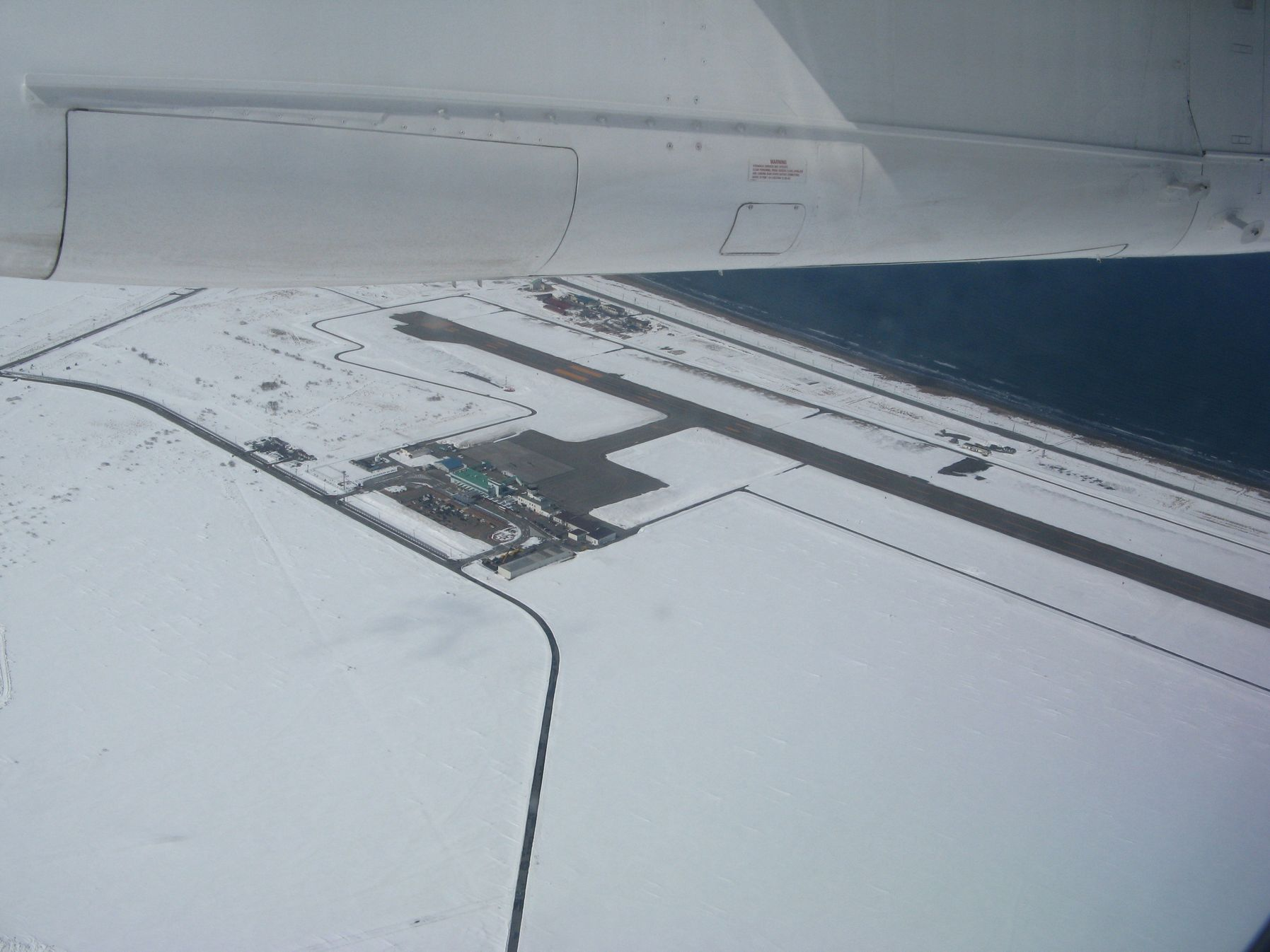
上空から望む稚内空港の全景（2007年3月撮影）
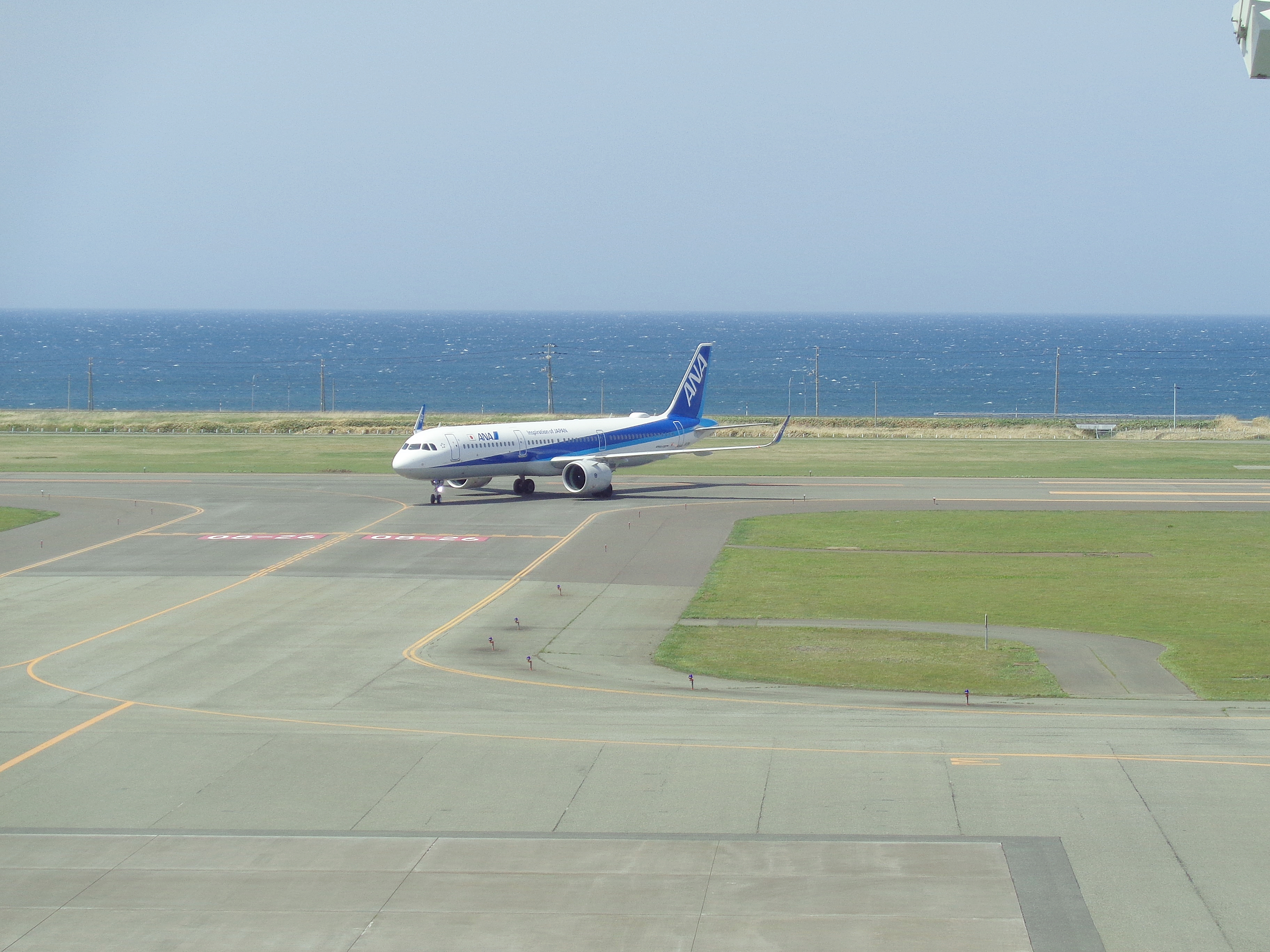
稚内空港に到着したANA機（Airbus A321）
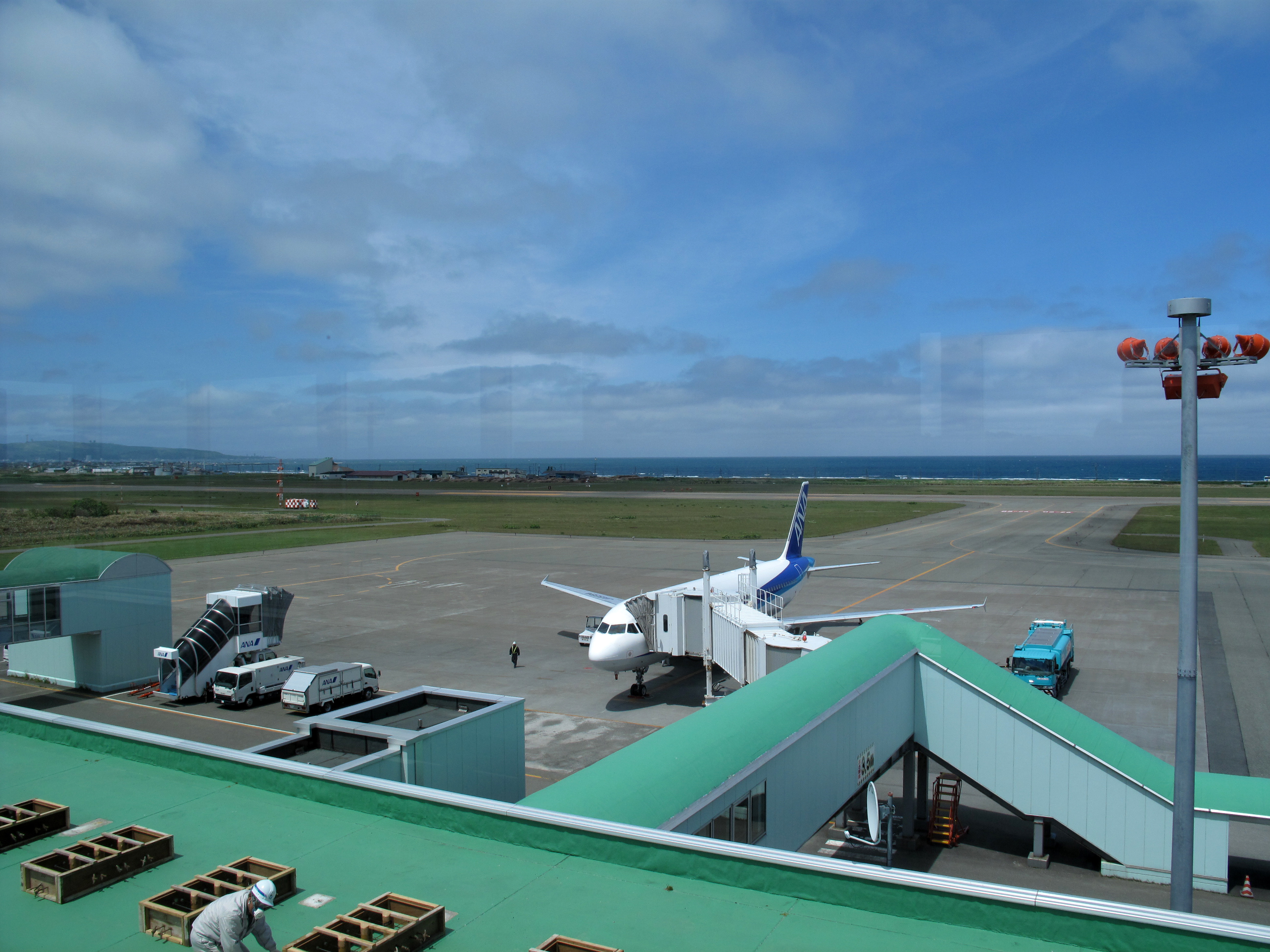
展望デッキからの眺望
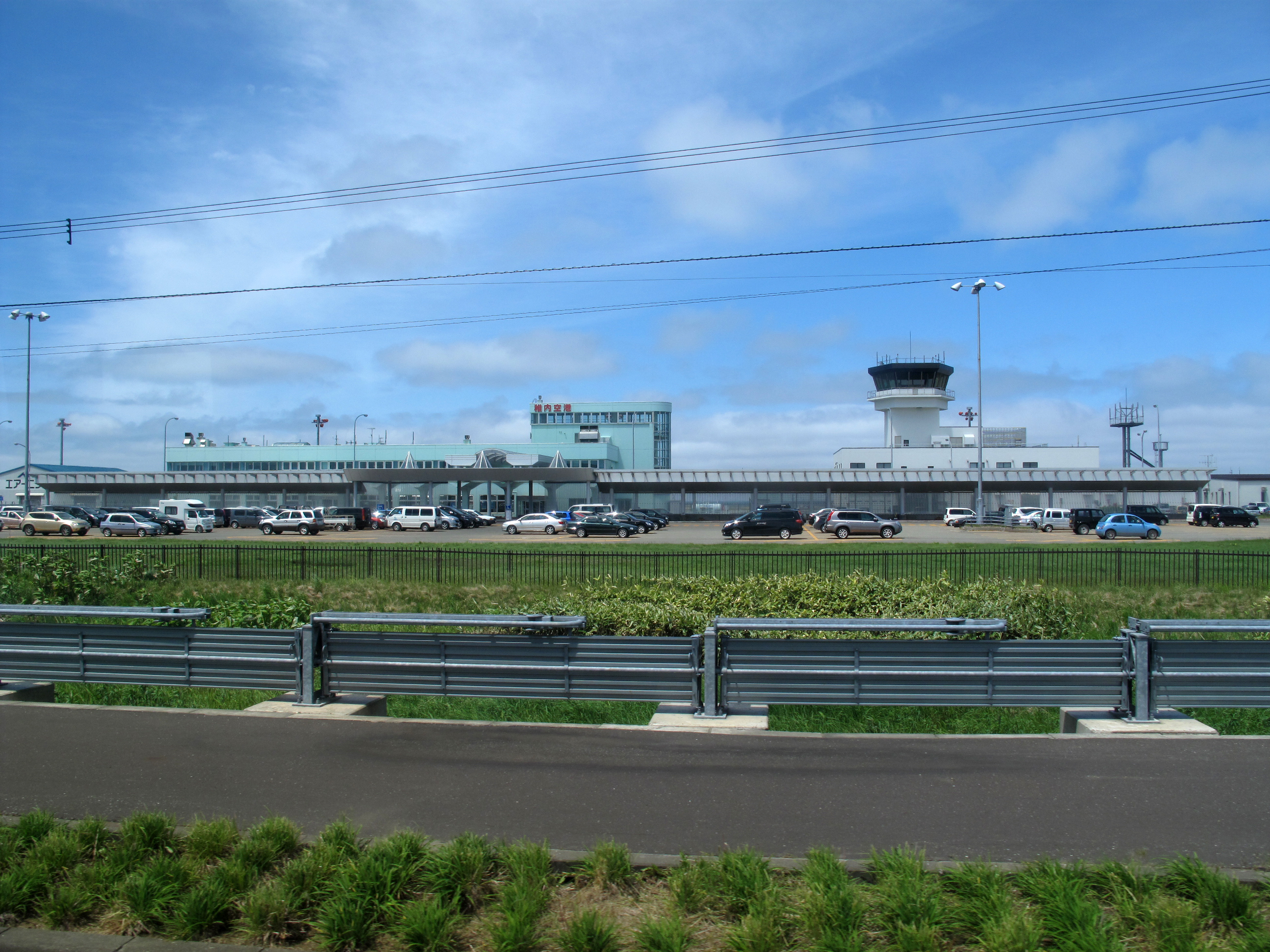
稚内空港ターミナルビル外観